# باول ويلكينز كيندال
باول ويلكينز كيندال (بالإنجليزية: Paul Wilkins Kendall)‏ هو عسكري أمريكي، ولد في 17 يوليو 1898 في بلدوين سيتي في الولايات المتحدة، وتوفي في 3 أكتوبر 1983 في بالو ألتو في الولايات المتحدة.